# Nogoonnuur
Nogoonnuur (mongol : ᠨᠣᠭᠤᠭᠠᠨ
ᠨᠠᠭᠤᠷ
ᠰᠤᠮᠤ, VPMC : noguɣan nuɣur sumu, cyrillique : Ногооннуур сум, MNS : Nogoonnuur sum) est un sum du aïmag de Bayan-Ölgii, à l’extrémité Ouest de la Mongolie, principalement peuplée de Kazakhs.